# لایت‌ویو تری‌دی

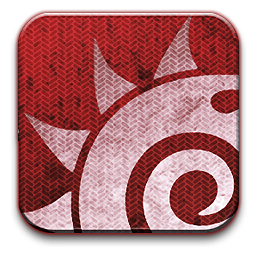
لوگو ایت ویو تری دی

نرم‌افزار لایت ویو تری دی (Lightwave 3D) یک نرم‌افزار گرافیکی کامپیوتری و پویا افزار است که توسط شرکت Newtek گسترش یافته‌است. آخرین نسخهٔ عرضه شده از این نرم‌افزار قابل اجرا در ویندوز وMac os می‌باشد.
این نرم‌افزار دارای قابلیت ایجاد و پردازش تصاویر سه بعدی و همچنین تبدیل آنها به انیمیشن و تصاویر ثابت است.
موارد استفاده از این برنامه در ساخت انیمیشن‌ها، کارتون‌ها، افکت‌های مرئی (VFX), بازی‌های ویدئویی و طراحی‌های معماری است. علاوه بر این برنامه از نرم‌افزارهای دیگر نظیر تری دی مکس , مایا , سافت ایمیج، سینما ۴بعدی , بلندر نیز برای موارد فوق استفاده می‌شود.
لایت‌ویو تری‌دی برای ایجاد تصاویر واقعی تر از سیستم نورپردازی پیچیده‌ای نظیر Radiosity و Custics برای شبیه‌سازی استفاده می‌کند

## خصوصیات
این نرم‌افزار پکیجی شامل دو نرم‌افزار پیشرفته و یک نرم‌افزار ساده است؛ که به شرح ذیل است.

Modeler: برای ایجاد مدل‌های دو بعدی و سه بعدی و ایجاد بافتدر آن‌ها است.

Layout:برای تبدیل مدل‌ها به انیمیشن، نورپردازی و افکت دهی آنهاست. ایجاد بافت در این برنامه نیز ممکن است.

Hub: برنامه ای ساده‌تر از دو مورد قبلی است که بین آن دو مبادلهٔ اطلاعات انجام می‌دهد.

## تاریخچه
در سال ۱۹۸۸ آلن هاستینگس (Allen Hastings) برنامه ای با نام Videoscape که یک نرم‌افزار انیمیشن و گرافیکی بود را عرضه کرد. دوستش Stuart Ferguson نیز یک نرم‌افزار Modeler که طراحی سه بعدی انجام می‌داد را گسترش داد. این دو نرم‌افزار توسط Aegis Software به بازار عرضه شد. شرکت Newtek نقشهٔ یکی کردن این دو نرم‌افزار را با نرم‌افزار ویرایشگر ویدئویی خود که Video Toaster نام داشت را کشید. ابتدا"Newtek 3D Animation System for the Amiga" نام گرفت. سپس Hastings دو کلمهٔ Intelligent Light و Wavefront را ترکیب کرد و نام Lightwave 3D را بر روی این محصول نهاد. در سال ۱۹۹۰ پکیج Video Toaster ارائه شد که این پکیج شامل نرم‌افزار Lightwave بود که تنها بر روی کامپیوترهای Commodore Amiga قابل اجرا بود. از سال ۱۹۹۴ این نرم‌افزار به صورت مستقل عرضه شد. از ورژن ۹٫۳ به بعد نیز هم بر روی و هم بر روی ویندوز قابل اجرا بود. این نرم‌افزار در بین سالهای ۱۹۹۴–۲۰۰۴ یازده بار برنده جایزه Emmy شد.

## آثار خلق شده توسط این برنامه (پویا افزار)
فیلم‌های سینمایی: نظیر: آواتار (فیلم ۲۰۰۹)، هری پاتر و زندانی آزکابان، گارفیلد، مرد عنکبوتی، راز داوینچی، الیور توئیست، مرد آهنی، تایتانیک، جنگ ستارگان، مرد آهنی، شگفت انگیزان، پارک ژوراسیک
سریال‌های تلویزیونی : فرار از زندان، لاست، ۲۴ و شماری از بازی‌های کامپیوتری و تبلیغات‌های شرکت‌های مهم تجاری نظیر بنز، تویوتا، سامسونگ، هیوندای، سونی و…

## طرفداران Lightwave
طرفداران این نرم‌افزار از طریق سایت‌های زیر به بحث و مبادله نظر پیرامون این برنامه می‌پردازند: